# Tomas Antonelius
Tomas Antonelius, wcześniej Tomas Gustafsson (ur. 7 maja 1973 w Sztokholmie) – szwedzki piłkarz występujący na pozycji obrońcy. W 2001 zmienił nazwisko na Antonelius, należące do swojej młodszej siostry.
Jest wychowankiem AIK Sztokholm, poza tym grał dla Brommapojkarny, Coventry City i FC København. Zaliczył również krótki epizod w kanadyjskim Winnipeg podczas pobytu w college'u. Swoją karierę zakończył we wrześniu 2003 z powodu kontuzji.
Znalazł się w składzie szwedzkiej kadry na EURO 2000 i mundial 2002.